# Luigi Ferrando
Luigi Ferrando (Agazzano, 22 januari 1941) is een Italiaanse geestelijke en bisschop van de Rooms-Katholieke Kerk. 
Hij werd in 1965 tot priester gewijd. Op 10 april 1996 benoemde paus Johannes Paulus II hem tot bisschop van Bragança do Pará. Hij werd in mei 1996 bisschop gewijd.
Ferrando ging in de zomer van 2016 met emeritaat en werd opgevolgd door Jesús María Cizaurre Berdonces.